# Contrada del Leone

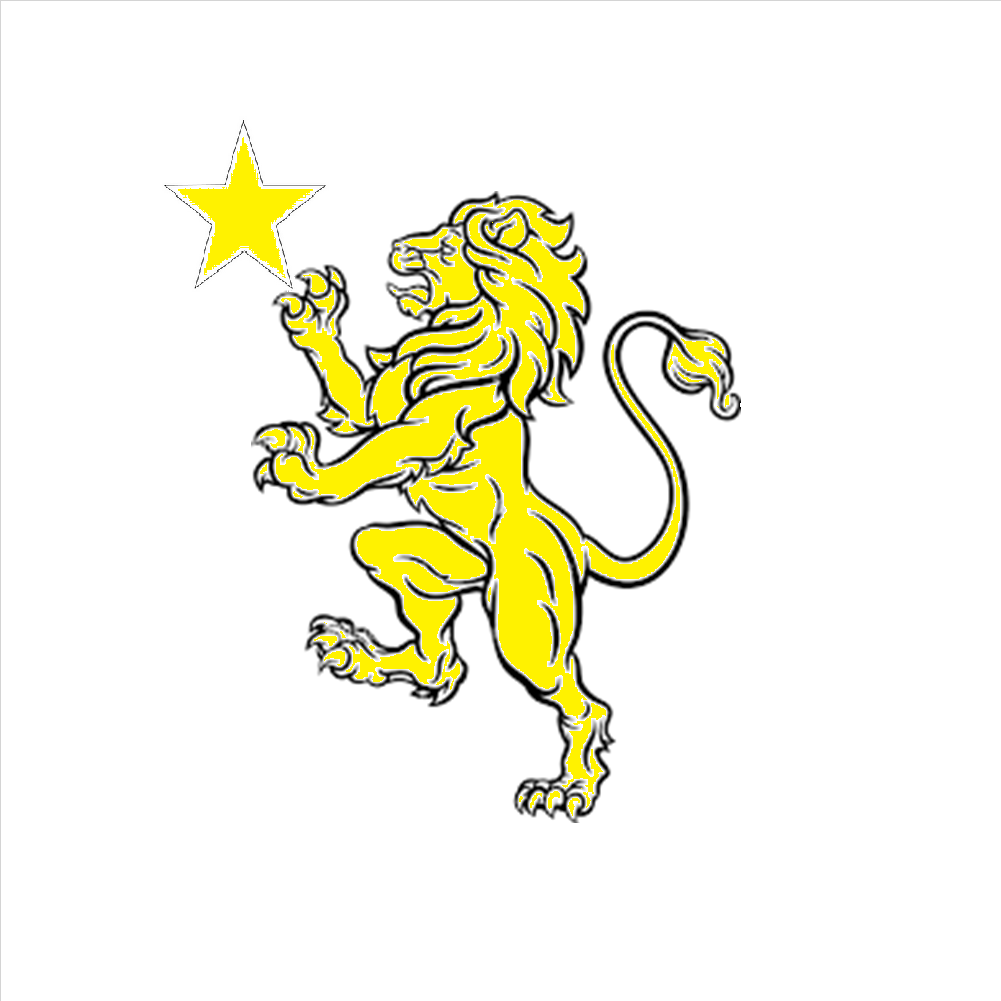
Il gonfalone della contrada del Leone

La Contrada del Leone è un'antica suddivisione della città toscana di Siena, non più esistente o "soppressa".
Il nome era dovuto al fatto che si presentò alle feste con una macchina rappresentante un leone rampante con, nella branca, una stella. Quest'ultima era tratta dall'emblema dalla casata dei Pecci, che nel XV secolo abitava in questa Contrada e ai quali l'imperatore Sigismondo nel 1440 aveva concesso di aggiungere una stella al Leone. La scelta di questo emblema fu fatta perché il leone non venisse confuso con quello dei fiorentini.
Aveva due stemmi, in quanto includeva due compagnie militari: quella di "Santo Stefano", bianca con lista nera trasversale, e quella di "San Vincenti", rossa con lista bianca trasversale e due quadrelli di rosso più scuro.
Comprendeva un territorio che potrebbe essere indicato nelle seguenti strade:
- Santo Stefano alla Lizza
- poggio di San Prospero
- Chiesa di San Vincenzo
- strada di Campansi
- piazza Paparoni.

Includeva quindi strade comprese nell'Istrice.
Comparve nelle feste negli anni: 1507, 1516, 1532, 1541, 1581, 1590.